# Ozero Sosno (sjö i Belarus, Vitsebsks voblast, lat 55,58, long 29,26)
Ozero Sosno (ryska: Озеро Сосно) är en sjö i Belarus.   Den ligger i voblasten Vitsebsks voblast, i den norra delen av landet, 210 km nordost om huvudstaden Minsk. Ozero Sosno ligger 132 meter över havet. Arean är 1,0 kvadratkilometer. Den sträcker sig 1,7 kilometer i nord-sydlig riktning, och 1,2 kilometer i öst-västlig riktning.
I omgivningarna runt Ozero Sosno växer i huvudsak blandskog. Runt Ozero Sosno är det ganska tätbefolkat, med 72 invånare per kvadratkilometer.